# Bâtiment situé 8-10 Trg kralja Petra à Pančevo
Le bâtiment situé 8-10 Trg kralja Petra à Pančevo (en serbe cyrillique : Зграда на Тргу краља Петра 8-10 у Панчеву ; en serbe latin : Zgrada na Trgu kralja Petra 8-10 u Pančevu) est situé à Pančevo, dans la province de Voïvodine et dans le district du Banat méridional, en Serbie. Il est inscrit sur la liste des monuments culturels de grande importance de la république de Serbie (identifiant no SK 1433).

## Présentation
Le bâtiment a été construit vers 1830, à l'époque où le général Mihovil Mihaljević commandait la Frontière militaire du Banat (Banatska vojna krajina) ; Mihaljević a, par ailleurs, joué un rôle important dans le développement urbain de Pančevo. En 1892, l'édifice a été acheté par la paroisse catholique de la ville qui en a confié la rénovation au constructeur Karl Hefner en 1894. Les façades, qui autrefois se caractérisaient par leur simplicité militaire, ont été ornées d'éléments de style néo-Renaissance. Aujourd'hui, le bâtiment assure des fonctions commerciales.
Le bâtiment, constitué d'un rez-de-chaussée et d'un étage, est construit sur un plan prenant la forme de la lettre cyrillique « P » renversé. La façade principale, qui donne sur la place, est surmontée de trois dômes en forme de pyramide tronquée ; elle est rythmée par une avancée centrale qui lui confère un caractère symétrique. Au rez-de-chaussée, les façades sont dotées de portes et de fenêtres cintrées. Sur la façade principale, trois balcons avec des balustrades accentuent la symétrie de l'ensemble. À l'étage, toutes les fenêtres sont rectangulaires et encadrées de moulures.
Dans l'aile nord de l'édifice, les peintures de la voûte du rez-de-chaussée et celles de l'escalier ont été réalisées en 1896.